# Operatie Thesis
Operatie Thesis was de codenaam voor het massale geallieerde bombardement op Duitse stellingen op Kreta.

## Geschiedenis
Op 1 juni 1941 was Kreta na zware gevechten in handen van de Duitsers gevallen. De geallieerden waren aanvankelijk bezorgd dat Kreta als springplank diende voor operaties in Egypte. Na de Duitse inval in de Sovjet-Unie, was voor de geallieerden dit gevaar geweken. Toch was Kreta nog een strategisch belangrijke positie. Het schermde immers een landing op de Balkan af en blokkeerde gedeeltelijk een scheepvaartroute. 
Om de sterkte van de Duitsers op Kreta wat te doen afnemen, vond er op 23 juli 1943 een zware luchtaanval plaats op Duitse vliegvelden en andere militaire opslagplaatsen. Er werden flink wat Duitse bezittingen en vliegvelden vernietigd. Tevens was het bombardement bedoeld als morele ondersteuning voor de Kretenzers.